# Herbécourt
Herbécourt is een gemeente in het Franse departement Somme (regio Hauts-de-France) en telt 148 inwoners (2005). De plaats maakt deel uit van het arrondissement Péronne.

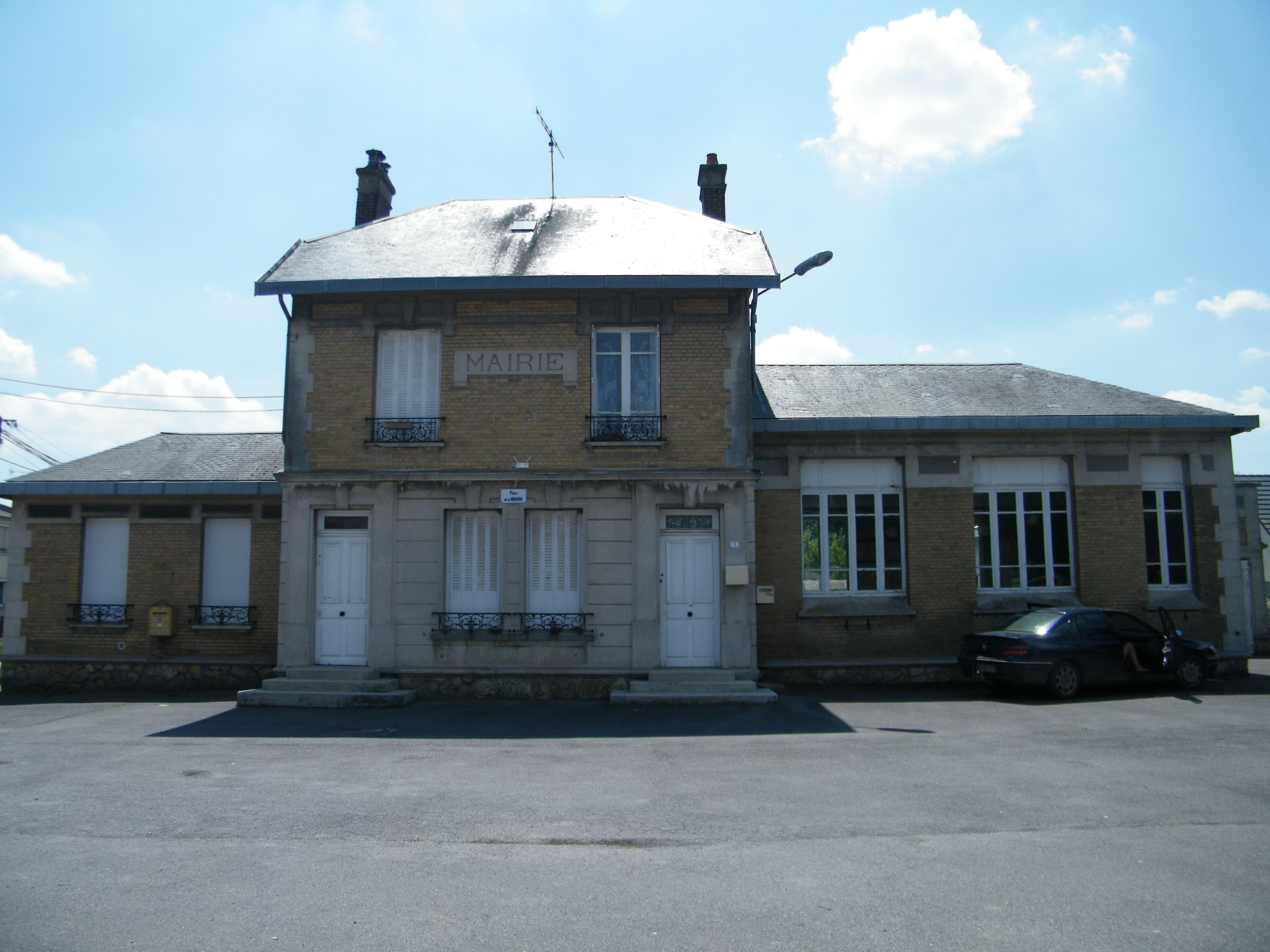
Gemeentehuis
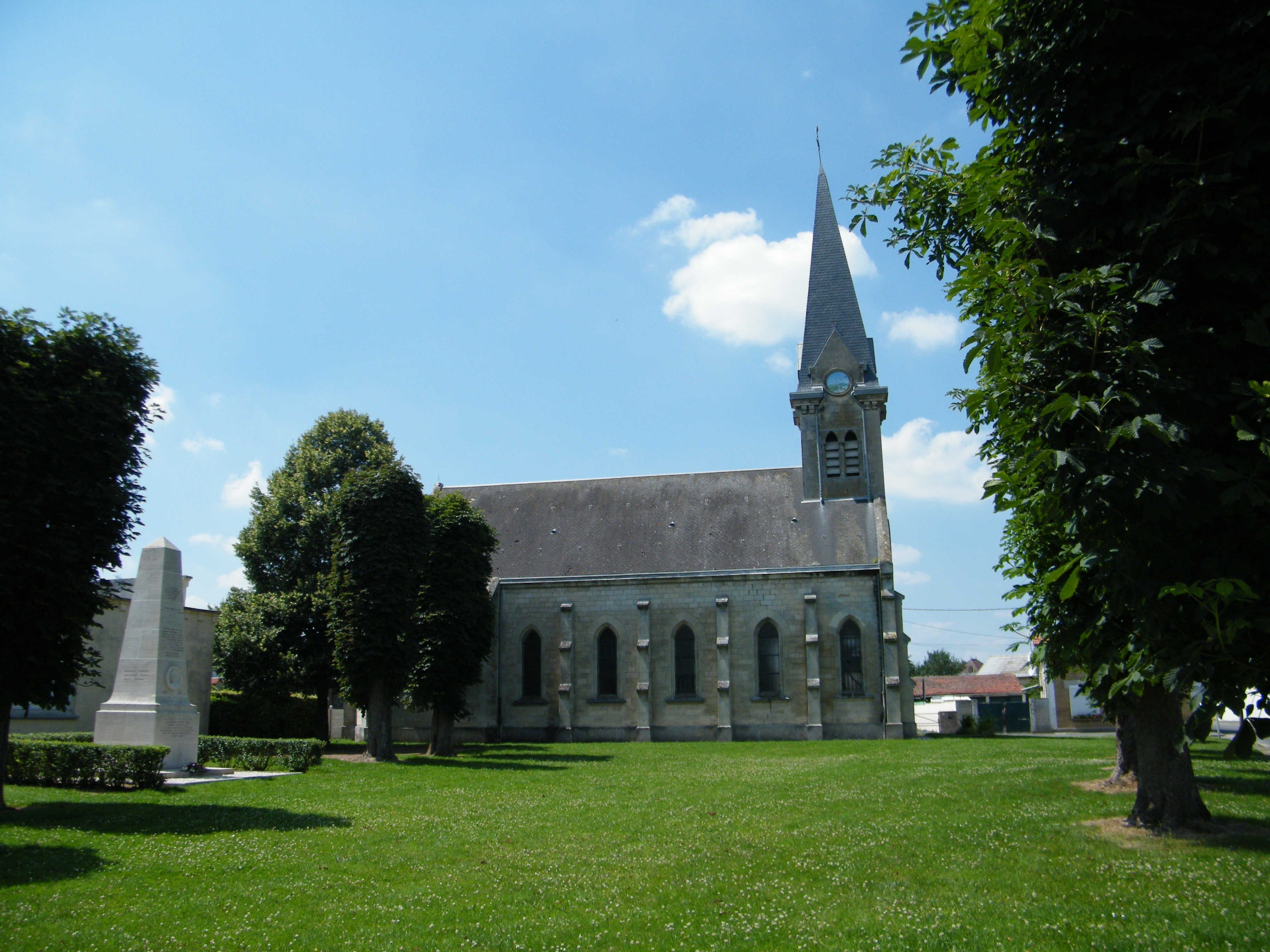
Kerk van Herbécourt

## Geografie
De oppervlakte van Herbécourt bedraagt 4,5 km², de bevolkingsdichtheid is 32,9 inwoners per km².
De onderstaande kaart toont de ligging van Herbécourt met de belangrijkste infrastructuur en aangrenzende gemeenten.

## Demografie
Onderstaande figuur toont het verloop van het inwonertal (bron: INSEE-tellingen).